# Mario Mossa De Murtas
Mario Mossa De Murtas (Sassari, 1891 – Rio de Janeiro, 1966) è stato un pittore e incisore italiano.
Nato a Sassari, studia giurisprudenza pur coltivando l'interesse per le arti visive.  Annoverato tra i maestri sardi suoi contemporanei, non tradisce mai il suo solido rapporto con l'isola pur manifestando un interesse nei confronti con le principali correnti artistiche del primo Novecento.
Per alcuni anni, a partire dal 1906, con il pittore suo conterraneo Biasi compie in lungo viaggio attraverso vari paesi della Sardegna per riscoprirne l'anima attraverso le musiche ed i costumi pur rifiutando il facile folklorismo praticato da larga parte degli artisti sardi.
Scrive articoli per il Giornale d'Italia firmandoli Il Sardo in frac.
Collabora con sue illustrazioni alla rivista satirica Numero.
Nell'ambiente di questa rivista conosce Tarquinio Sini con cui, qualche anno più tardi, a Roma, frequenterà gli ambienti futuristi.
A Roma si manifesta per la sua formazione antiaccademica , e si dedica alla sperimentazioni e alla tecnica di cortometraggi con disegni animati.
Collabora con incisioni con l'innovativa rivista L’Eroica che Ettore Cozzani ha fondato alla Spezia.
Collabora anche con il Corriere dei piccoli e con Il giornalino della Domenica.
Muore in Brasile nel 1966.

## Mostre
- Maestri Sardi del Novecento, galleria Crobu, Cagliari, 2009